# Kut-e Shannuf
Kut-e Shannuf (em persa: كوت شنوف, também romanizada como Kūt-e Shannūf, Kūt-e-Shanūf; também conhecida como Del Āvīz) é uma aldeia do distrito rural de Minubar, no condado de Abadan, na província de Khuzistão, Irã.
Segundo o censo de 2006, sua população era de 1 425 habitantes, em 241 famílias.